# Wielka Biblia
Wielka Biblia (ang. Great Bible) – pierwszy autoryzowany angielski przekład Pisma Świętego opublikowany w kwietniu 1539 roku. Z inicjatywy Thomasa Cromwella został przygotowany przez Mylesa Coverdale’a, a jej druk autoryzował król Henryk VIII. Nazwa Biblii wzięła się od sporych rozmiarów, a tekst księgi został wydrukowany pogrubioną czcionką gotycką.

## Opis
Thomas Cromwell, mianowany przez Henryka VIII wikariuszem generalnym Kościoła Anglii, nakazał duchowieństwu „sporządzenie angielskiej Biblii w jak największym rozmiarze i umieszczenie jej w dostępnym miejscu w każdym kościele, tak aby ludzie mieli do niej dostęp i mogli ją czytać”. Na spodzie strony tytułowej napisano: „Jest to Biblia przeznaczona do użytku kościołów”. Ponieważ była ona eksponowana publicznie, z obawy przed zaginięciem często przykuwano ją łańcuchem do pulpitu, na którym leżała.
Thomas Cromwell zwrócił się do arcybiskupa Thomasa Cranmera, by zlecił Milesowi Coverdale’owi kolejne tłumaczenie, które byłoby rewizją Biblii opracowanej przez niego i wydanej w roku 1535. Coverdale szybko przystąpił do pracy wykorzystując przekład znany jako Matthew Bible, wydany w roku 1537 pod pseudonimem „Thomas Matthew” przez Johna Rogersa, który zawierał Nowy Testament Williama Tyndale’a oraz te księgi Starego Testamentu, które Tyndale zdążył przetłumaczyć, nim został schwytany i skazany na śmierć. Ponieważ  Coverdale słabo znał grekę i hebrajski, pozostałe księgi Starego Testamentu i apokryfy przetłumaczył z łacińskiej Wulgaty, posiłkując się przekładami na język niemiecki. Niekorzystanie przez Coverdale’a z tekstów oryginalnych stało się przyczynkiem do następnych tłumaczeń Biblii na język angielski.
Druk Wielkiej Biblii rozpoczęto w roku 1539 w Paryżu. Szybko jednak prace drukarskie wstrzymała francuska inkwizycja, która postanowiła skonfiskowane stronice sprzedać jako makulaturę. Thomas Cromwell wykupił wydrukowane strony i przewiózł je do Anglii, gdzie kontynuowano pracę nad wydaniem Wielkiej Biblii w drukarniach Graftona i Whitchurcha. 
Pierwszy nakład 2500 egzemplarzy ukończono w roku 1539, a Henryk VIII autoryzował jej druk. Pierwsza edycja rozeszła się w ciągu kilku tygodni. Drugie, większe wydanie ukończono w roku 1540. Wstęp do tego wydania zawierał zalecenie codziennego czytania Pisma Świętego, które napisał Thomas Cranmer. Z tego powodu drugie wydanie zostało nazwane „Biblią Cranmera”. Publiczna ekspozycja Biblii w kościołach wzbudziła u wiernych pragnienie posiadania własnego egzemplarza Biblii, co stało się przyczynkiem do serii następnych wznowień i kolejnych przekładów.
W roku 1568 wydano Biblię biskupią (ang. Bishops' Bible), która jako druga została oficjalnie autoryzowana do użytku w kościołach Anglii. Ostatnia z ponad 30 edycji Wielkiej Biblii ukazała się w 1569 roku.